# Epilepsia abdominal
La epilepsia abdominal es una afección poco común que consiste en una serie de trastornos gastrointestinales causados por actividad convulsiva epiléptica. No se ha demostrado una relación causal entre la actividad convulsiva y los síntomas gastrointestinales; sin embargo, los síntomas gastrointestinales no pueden explicarse por otros mecanismos 
fisiopatológicos y se mejoran con el tratamiento anticonvulsivo.
La epilepsia abdominal puede ser una causa rara de dolor abdominal recurrente. Se ha descrito como un tipo de epilepsia del lóbulo temporal. La respuesta a los anticonvulsivos puede ayudar en el diagnóstico.

## Síntomas
El síntoma más común de epilepsia abdominal es el dolor abdominal seguido de vómito incontrolable precedida generalmente por letargo.

## Incidencia
Si bien faltan estimaciones fiables de la incidencia, la epilepsia abdominal es considerada como una condición muy rara. La mayoría de la literatura médica publicada tratar la epilepsia abdominal es en forma de informes de casos individuales. Un artículo de revisión de 2005 encontró un total de 36 casos descritos en la literatura médica.

## Historia
Trousseau es comúnmente reconocido como el primero en describir el estado en 1868 en un niño con síntomas gastrointestinales paroxísticos que culminaron en ataques epilépticos grand mal.
El primer relato de la epilepsia abdominal con el apoyo de los trazados del EEG se produjo en 1944 en un artículo de MT Moore, seguido por los informes de casos subsiguientes del mismo grupo.